# Poecilosomella borborus
Poecilosomella borborus är en tvåvingeart som beskrevs av Papp 2002. Poecilosomella borborus ingår i släktet Poecilosomella och familjen hoppflugor.
Artens utbredningsområde är Filippinerna. Inga underarter finns listade i Catalogue of Life.